# Klafferquelle

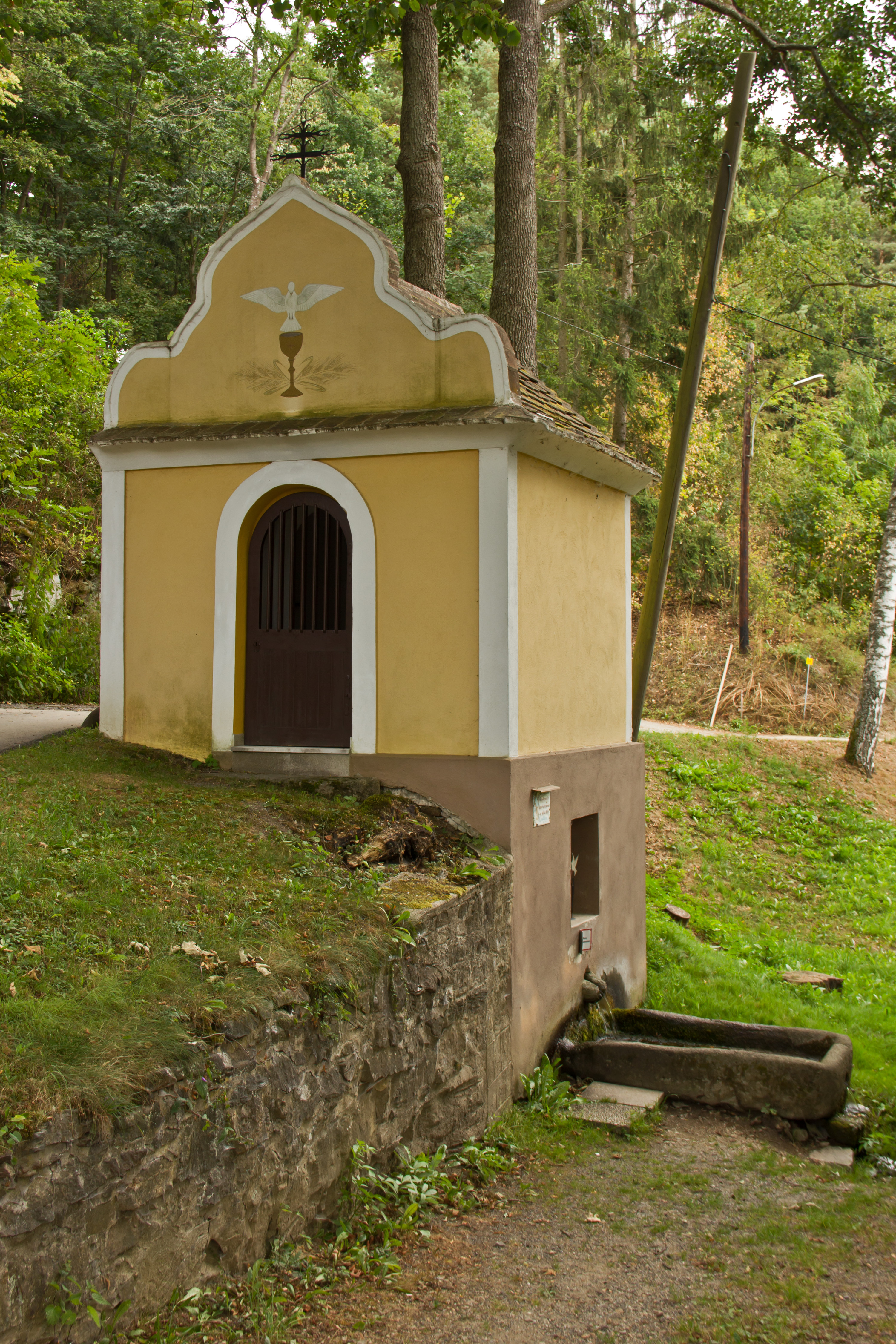
Klafferkapelle über der Quelle

Die Klafferquelle (häufig auch Klaffer) ist eine Quelle in Weikertschlag an der Thaya in der Stadtgemeinde Raabs an der Thaya in Niederösterreich. Sie befindet sich am südlichen Ortsende nahe der Thaya. Die Kapelle steht unter Denkmalschutz (Listeneintrag).

## Geschichte
Die Quelle wurde erstmals 1178 als Klaffertränke urkundlich erwähnt. Das Quellwasser ist wohlschmeckend, sehr rein und galt früher als Heilquelle bei diversen Leiden und auch Augenleiden. Es wurde ein österreichischer Kaiser (?!) auf einer Wallfahrt geheilt, weshalb sich die Quelle zum Ziel von Wallfahrten etablieren konnte. In jüngster Zeit hat man beim Quellwasser aber eine hohe Nitratbelastung festgestellt. Die Klafferkapelle über dem Bründl wurde auf Anregung von Bischof Jakob Frint und aus Dank eines österreichischen Kaisers im Jahre 1835 errichtet.

## Kapelle
Die faschengegliederte Kapelle ist auf der Schauseite mit einem geschwungenen Giebel versehen und verfügt innen über ein Platzlgewölbe. Sie ist mit einem Schmiedeeisenkreuz sowie zahlreichen volkskundlichen Andachtsobjekten ausgestattet.